# 김진구 (1651년)
김진구(1651년 ~ 1704년)는 조선 후기의 문신이며, 호는 만구와, 자는 수보, 시호는 경헌이고 인경왕후의 오빠이며, 서석 김만기의 아들이다. 그리고 서포 김만중의 조카이다. 또한 북헌 김춘택의 아버지이다. 또한 숙종의 처남이다. 노론의 핵심인물이었다.

## 생애
숙종 6년인 1680년에 문과에 급제를 했고 검열로 등용되었으며 1681년 이후에는 지평, 정언, 부수찬, 검토관을 했으며 1682년에는 헌납이 되었다. 이후 수찬, 교리, 이조좌랑, 부교리, 헌납, 부응교, 시강관, 집의 등을 지냈고 이후에도 사간, 응교, 부교리, 부수찬, 부응교, 응교 등을 하면서 대간,옥당의 지위를 두루 거쳤다가 1683년에 전유승지가 되면서 당상관에 올랐다. 이후 승지로 재직하면서 숙종을 보필하다가 1684년에 전라도관찰사가 되어 외직으로 나갔다. 1685년에 우승지, 대사간을 하면서 내직에 복직했고 1686년에 전라도관찰사로 다시 외직에 나갔다. 하지만 1689년에 행부호군으로 있을 때 기사환국이 일어나자 남인들의 격렬한 탄핵을 받고 유배되었다. 그러나 1694년에 갑술환국이 일어나면서 호조참판으로 복직했고 이후 경기도관찰사로 잠시 외직에 나갔다가 도승지가 되면서 내직에 복직했다. 이후 1695년에 영남순무사로 민심을 위유했고 민정을 시찰했으며 1696년에는 강화유수로 부임하면서 다시 외직으로 나갔다. 그러다가 한성부판윤으로 승차하면서 정경의 반열에 올라서 내직으로 복귀했고 곧 형조판서에 임명되면서 입각을 했다. 그러다가 곧 공조판서로 옮겼다. 1697년에는 다시 한성부판윤에 임명되었다. 1698년에는 다시 공조판서로 입각했으며 1699년에는 형조판서로 지의금부사를 겸했다. 그러다 좌참찬, 예조판서로 옮겼고 어영대장을 겸하면서 군권을 장악했다. 1700년에는 수어사가 되었고 이후 형조판서가 되었다. 다시 한성부판윤으로 옮겼다가 곧 다시 형조판서로 임명되었으며 이후 호조판서로 옮기면서 지의금부사를 겸했다. 1701년에는 판의금부사가 되면서 무고의 옥 사건 처리를 주관했고 이후 우참찬, 좌참찬, 형조판서, 예조판서 등을 거쳤고 혼전도감제조를 겸하다가 1702년에 예조판서에 유임되었고 1703년에는 병조판서로 옮겼다. 그 뒤 좌참찬에 임명되었다가 1704년에 다시 호조판서에 임명되고 형조판서로 옮겼다가 그해 생을 마감한다.

## 가족 관계
서석 김만기의 아들이자, 서포 김만중의 조카이고, 북헌 김춘택의 아버지이다. 차남 김보택은 전라도관찰사였고, 삼남 김운택은 성균관대사성이었으며, 사남 김민택은 홍문관수찬, 오남 김조택은 전라도관찰사였다. 육남 김복택은 익릉봉사였다. 모두 노론의 핵심인물이었으며 김익훈과도 친척 관계에 있었다. 송시열 가문과도 인척 관계에 있었다.